# Liste der deutschen Botschafter in der Mongolei
Die Liste der deutschen Botschafter in der Mongolei enthält die Botschafter der Bundesrepublik Deutschland in der Mongolei. Sitz der Botschaft ist in Ulaanbaatar.
| Name                 | Amtszeit  |
| -------------------- | --------- |
| Reinhard Holubek     | 1990–1994 |
| Cornelius Metternich | 1994–1997 |
| Jürgen Elias         | 1997–2000 |
| Klaus Schröder       | 2000–2002 |
| Michael Vorwerk      | 2002–2005 |
| Ulrich Dreesen       | 2005–2007 |
| Pius Fischer         | 2007–2011 |
| Peter Schaller       | 2011–2013 |
| Gerhard Thiedemann   | 2013–2016 |
| Stefan Duppel        | 2016–2019 |
| Jörn Rosenberg       | 2019–2023 |
| Helmut Kulitz        | seit 2023 |